# Lijst van beelden in Nederweert
Dit is een (onvolledige) chronologische lijst van beelden in Nederweert. Onder een beeld wordt hier verstaan elk driedimensionaal kunstwerk in de openbare ruimte van de Nederlandse gemeente Nederweert, waarbij beeld wordt gebruikt als verzamelbegrip voor sculpturen, standbeelden, installaties, gedenktekens en overige beeldhouwwerken.
Voor een volledig overzicht van de beschikbare afbeeldingen zie de categorie Beelden in Nederweert op Wikimedia Commons.
| Geplaatst   | Omschrijving                      | Kunstenaar          | Straat                                  | Plaats     | Materiaal        | Afbeelding     |
| ----------- | --------------------------------- | ------------------- | --------------------------------------- | ---------- | ---------------- | -------------- |
| 1920        | Heilig Hartbeeld                  | Atelier Th. Peeters | Lambertushof / Schoolstraat             | Nederweert | Savonnieresteen  | H.Hartbeeld    |
| 1925        | Heilig Hartbeeld                  | Atelier Thissen     | Kerkstraat                              | Leveroy    |                  | Hartbeeld      |
| 1936        | Heilig Hartbeeld                  | Albert Verschuuren  | Onze Lieve Vrouwstraat                  | Ospel      |                  | Hartbeeld      |
| 1956        | Adam en Eva                       | Cor van Geleuken    | Sint Gerardusstraat                     | Eind       | beton            |                |
| 1964        | Gedenksteen Kerkmeesters          | Cor van Geleuken    | Sint Gerardusstraat                     | Eind       | keramiek / beton |                |
| 1976        | Activiteiten van het Groene Kruis | Gard van Wegberg    | Hogeweg                                 | Nederweert | keramiek         |                |
| 1978        | De Hoogspringer                   | Dick van Wijk       | De Bengele                              | Nederweert | rvs              |                |
| 1982 / 2009 | De Werker                         | Dick van Wijk       | Geenestraat / Loverstraat               | Nederweert | brons            |                |
| 1985        | De Zaaier                         | Fien Brueckers      | Pastoor Maesplein                       | Eind       |                  |                |
| 1991        | Marie Katrien                     | Jack Poell          | Kerkstraat                              | Nederweert | brons            |                |
| 1992        | De drie Lelies (Franciscanessen)  | Désirée Tonnaer     | Schoolstraat / Pastorieweg              | Nederweert | brons            | De drie lelies |
| 1995        | De Bengel(s)                      | Ton Piepers         | Florastraat / De Bengele                | Nederweert |                  |                |
|             | Rustpunt                          |                     | St.Wilibrordusstraat / St.Antoniusplein | Nederweert |                  |                |
|             |                                   |                     | Siebenstraat / Annastraat               | Ospel      |                  |                |